# WFAN (AM)
WFAN est une station de radio américaine diffusant ses programmes en ondes moyennes (660 kHz) sur New York. Cette station est une radio d'informations sportives.
Cette station a commencé ses émissions le 2 mars 1922 sous le nom de WEAF. Elle passe sous le contrôle de NBC en 1926, et devient WNBC en 1946, puis WRCA en 1954, puis WNBC à nouveau à partir de 1960. La station adopte la formule informations/débats en 1964, première du genre à New York. Nouveau changement de style dès le début de la décennie suivante avec un retour à la musique (jeunes adultes). La station est vendue par NBC en 1988 ; WFAN prend le relais.
C'est aujourd'hui notamment la station officielle des New Jersey Nets (NBA), des Devils du New Jersey (LNH), des New York Mets (MLB) et des New York Giants (NFL).